# Sematophyllum warmingii
Sematophyllum warmingii là một loài Rêu trong họ Sematophyllaceae. Loài này được (Hampe) W.R. Buck miêu tả khoa học đầu tiên năm 1998.